# Pożegnanie jesieni (film)
Pożegnanie jesieni – film polski z 1989 roku, w reżyserii Mariusza Trelińskiego. Adaptacja powieści Stanisława Ignacego Witkiewicza pod tym samym tytułem.

## Treść
Hela Bertz, córka żydowskiego przemysłowca, flirtuje z księciem Prepudrechem. Ich wieczorne spotkanie w pałacu przerywa wtargnięcie Atanazego Bazakbala, pisarza zakochanego w Heli, który bez skrupułów wyrzuca księcia za drzwi. Ten domaga się zadośćuczynienia i wyzywa Bazakbala na pojedynek. W pojedynku książę rani rywala celnym strzałem.
Hela jest znudzona monotonią życia, poszukuje silnych wrażeń, ale i tęskni za czystością duszy. Początkowo pociąga ją idea komunizmu, później decyduje się jednak na przyjęcie wiary chrześcijańskiej, zawierającej obietnicę życia wiecznego. Bazakbal żeni się ze swą narzeczoną Zofią Ostabędzką, a książę Prepudrech podczas tej samej uroczystości poślubia Helę. Małżeństwo córki krytykuje stary Bertz, pragmatysta pozbawiony sentymentów. Śluby przerywa wdarcie do kościoła manifestujących na ulicach komunistów. Uzbrojeni rebelianci przerywają także przyjęcie weselne w pałacu, będące dekadencką orgią.
Bertz, przerażony krwawymi rozruchami i możliwością przejęcia przez proletariat jego fabryki, nakazuje córce wyjazd do Szwajcarii. Ta chce zabrać z sobą Bazakbala. Tymczasem Atanazy na noc schronił się u hrabiego Łohojskiego, zakochanego w nim homoseksualisty. Następnego dnia obaj spieszą na dworzec kolejowy, by zdążyć na pociąg, którym uciekają z kraju Prepudrech, Helena i Zosia. Na peronie Łohojski zostaje zastrzelony przez patrol. Bazakbalowi udaje się wskoczyć do pociągu i uratować się.
W szwajcarskich górach Hela romansuje z instruktorem jazdy na nartach. Nie mogąc znieść demonstrowanej na każdym kroku przez Tvardstrupa tężyzny fizycznej, zazdrosny Atanazy obraża instruktora, a następnie zabija w pojedynku. Zosia jest w ciąży, jednak Bazakbal jest dla niej oschły. Myśli o Helenie i nocą zakrada się do jej sypialni. Odkrywszy zdradę Zosia popełnia samobójstwo.
Kolejna scena rozgrywa się w totalitarnej Polsce. Bazakbal wrócił i korzystając ze starych znajomości szuka posady. W siedzibie partii, przypominającej znane z historii PRL wnętrza gmachów PZPR, spotyka się z Wyprztykiem, byłym księdzem, obecnie gorliwym komunistą. Nowy system nie potrzebuje literatury Bazakbala. Wyprztyk składa pisarzowi propozycję zostania donosicielem. Atanazy nie przyjmuje oferty, odmowa zamyka mu drogę do znalezienia sobie miejsca w nowym porządku.
Postanawia uciec z kraju. Na granicy zostaje złapany przez Rosjan i zastrzelony.

## Interpretacja
W filmie pojawiają się motywy stale obecne w prozie Witkacego: katastrofizm, przeczucie upadku cywilizacji zachodniej pod naporem ze Wschodu i zagrożenie totalitaryzmem, uniformizacja społeczeństwa oraz zanik indywidualizmu, potrzeb duchowych i metafizycznych. Krytycy zwracali uwagę na nawiązania do zniewolenia totalitarnego: Reżyser dostrzegł u Witkacego przede wszystkim wizję chaosu, który przyniósł mieszkańcom Środkowej Europy los niewolników komunizmu. W gorączkowym rytmie świadomie niezbornych obrazów, groteskowych, krzykliwych, przejaskrawionych, absurdalnych jawi się nam obraz czerwonej rewolucji niszczącej wszystko, co było wcześniej..
Obecne są też inne charakterystyczne dla prozy Witkiewicza elementy: postawy dekadenckie bohaterów, zepsucie elit, perwersyjny erotyzm czy demoniczność postaci (zwłaszcza kobiet). Opowiadam o dekadentach – ludziach, którzy odcięli się od systemu jakichkolwiek wartości, ludziach jałowych i pustych, którzy sami skazali się nieuchronną degenerację i upadek. Podobną wizję realizował Treliński także w innych swoich filmach, np. w Egoistach.
Pożegnanie jesieni nie unika operowania surrealizmem i groteską, z biegiem akcji wydarzenia nabierają jednak dramatyzmu, zaś finał jest dla bohaterów tragiczny. Strukturę obrazu łączono z postmodernizmem.

## Realizacja
Film nakręcono m.in. w plenerach łódzkiego Pałacu Izraela Poznańskiego przy ul. Ogrodowej, gdzie mieści się Muzeum Historii Miasta Łodzi.
W Pożegnaniu jesieni pojawiają się cytaty literackie – fragmenty Eugeniusza Oniegina Aleksandra Puszkina oraz Ecce homo Fryderyka Nietzschego. Wykorzystano również fragmenty opery Napój miłosny Gaetano Donizettiego oraz kroniki ukazującej płonący sterowiec Hindenburg (z materiałów archiwalnych Wytwórni Filmów Dokumentalnych w Warszawie).

## Obsada
- Jan Frycz – Atanazy Bazakbal
- Maria Pakulnis – Hela Bertz
- Grażyna Trela – Zofia Osłabędzka, narzeczona Atanazego i Gina, romantyczna komunistka (dwie role)
- Jan Peszek – hrabia Łohoyski
- Henryk Bista – Belzebub Bertz, ojciec Heli
- Maciej Prus – ksiądz Wyprztyk
- Leszek Abrahamowicz – książę Jakub Prepudrech
- Piotr Skiba – Żelisław Smorski
- Wojciech Walasik – baron Chwazdrygiel
- Waldemar Kownacki – Erik Tvardstrup, instruktor narciarstwa
- Marek Kasprzyk – rotmistrz Purcel
- Adam Ferency – znajomy hrabiego Łohoyskiego
- Michał Urbaniak – skrzypek na ślubie

a także
- Aleksander Fogiel, Henryk Staszewski, Henryk Niebudek, Adam Kamień, Alicja Zommer-Kubicka, Kazimierz Meres

## Nagrody
- 1989 – Nagroda im. Andrzeja Munka przyznawana przez Państwową Wyższą Szkołę Filmową, Telewizyjną i Teatralną im. Leona Schillera w Łodzi dla reżysera Mariusza Trelińskiego
- 1989 – Nagroda im. Andrzeja Munka przyznawana przez PWSFTviT dla autora zdjęć Jarosława Żamojdy
- 1990 – nagroda 15. Festiwalu Polskich Filmów Fabularnych w Gdyni za scenografię dla Andrzeja Przedworskiego
- 1990 – nagroda XV FPFF w Gdyni za kostiumy dla Ewy Krauze
- 1991 – Nagroda Szefa Kinematografii za debiut reżyserski w dziedzinie filmu fabularnego dla Mariusza Trelińskiego
- 1991 – Nagroda Ministra Kultury i Sztuki za zdjęcia dla Jarosława Żamojdy
- 1991 – Nagroda Węgierskiej Akademii Filmowej za zdjęcia dla Jarosława Żamojdy